# Плащане
Плащане (синоними: платеж, разплащане) в икономиката е
1. предаване на пари по някакъв дълг;
2. предаване на имущество от длъжник на кредитор по изпълнение на задължение;
3. възмездяване за закупена стока или получена услуга.

Плащания могат да се осъществяват в натура или с пари. Субекти на плащане могат да са физически лица, юридически лица и държавата.

## Видове
- налично плащане — операции с пари в брой. Като правило се използва за неголеми суми и общият обем на такива плащания [1] е по-малък по обем от безналичните плащания. Държавата в лицето на централнат абанка и Министерство на финансите се грижат за оборота на наличните средства.
- безналично плащане — осъществява се с помощта на банките като паричните средства се прехвърлят по банковите сметки на продавача и купувача без да се прибягва до пари в брой. Към безналичното плащане може да се причислят и плащанията с банкови карти и електронни пари.
- разсрочено плащане — плащането се осъществява на части при предварително уговорени условия

## Платежни средства и документи
Основни платежни средства са парите (при наличните плащания това са банкноти и монети). Безналичните плащания се осъществяват с помощта на платежни документи — ценни книжа (чекове, полици и акредитиви), както и с банкови карти.

### Банкови карти
Банковата карта обикновено е пластмасова карта, издадена от банка или друга финансова институция, която изпълнява една или редица услуги, свързани с предоставянето на достъп на клиента до банкова сметка. В някои случаи, банковата карта може да бъде метална или платинена.
Върху банковата карта са физически отпечатани името на клиента, името на издателя и уникален номер на картата. На гърба ѝ има магнитна лента, която позволява на различни машини да четат и да получават достъп до информацията. В зависимост от банката издател и предпочитанията на клиента, картата може да се използва за картови трансакции  на банкомати; като дебитна карта, свързана с банковата сметка на клиента и позволяваща да се правят покупки на място.

Банката може също да издаде и кредитна карта, която се издава на потребители (картодържатели), за да може картодържателят да плаща на търговец за стоки и услуги въз основа на натрупан дълг за дадет отчетен период.